# Aeroportul Internațional Shahjalal
Aeroportul Internațional Shahjalal (în bengaleză হযরত শাহজালাল আন্তর্জাতিক বিমানবন্দর) (IATA: DAC, ICAO: VGHS) este un aeroport din Dacca, Divizia Dacca⁠(d), Bangladesh ce deservește zona Dacca. Aeroportul a fost tranzitat în 2018 de 8.898.000 de pasageri. A fost deschis în 1980 și numit după zona deservită.
Situat la o altitudine de 8 m, aeroportul dispune de 1 pistă. Este operat de Civil Aviation Authority of Bangladesh⁠(d).

## Infrastructură

### Piste
Aeroportul dispune de o singură pistă. Pista 14/32 are suprafața de asfalt și dimensiunile 3.200 m × 45 m. 